# Зеленый, Александр Семёнович
Александр Семёнович Зеленый (06.11.1839—06.03.1913) — русский военный деятель, генерал от инфантерии (1909).

## Биография
Образование получил в Лазаревском институте восточных языков. В службу вступил в Финляндский лейб-гвардии полк (1857), произведён в прапорщики гвардии (1859), в подпоручики (1863), поручики и штабс-капитаны гвардии.
После окончания Николаевской академии Генерального штаба (1864) по I разряду назначен состоять офицером для особых поручений при штабе войск Терской области, капитан (декабрь 1864). Младший помощник начальника отделения ВУК Главного штаба (1865),  произведён в подполковники с назначением чиновником для особых поручений Кавказского горского управления (1867), председатель Закатальской сословно-поземельной комиссии (1868).
Произведён полковник с назначением военным агентом в Константинополе (1870). С 1877 года участник Русско-турецкой войны, за храбрость в этой компании был награждён Золотой георгиевской саблей «За храбрость», генерал-майор (1879). Начальник 2-го отдела иностранных сношений и военных представлений Главного штаба (1880).
Состоял при войсках Кавказского военного округа (1885-1913), генерал-лейтенант (1890), генерал от инфантерии (1909). Похоронен 11 марта 1913 г. на Кукийском кладбище Тифлиса.
Выдающийся русский военный востоковед, внес большой вклад в изучение Турции и турецкой армии, в становление системы русской негласной военной разведки в Турции и на Ближнем Востоке. По праву пользовался репутацией "отца" разведки штаба Кавказского военного округа. Крупный организатор военно-востоковедной науки. Действительный член Императорского Русского географического общества (1867).